# Совхоз
Совхо́з (слушатьо файле — акроним от советское хозяйство) — в СССР государственное или муниципальное имение. 

## История развития

### 1918—1928

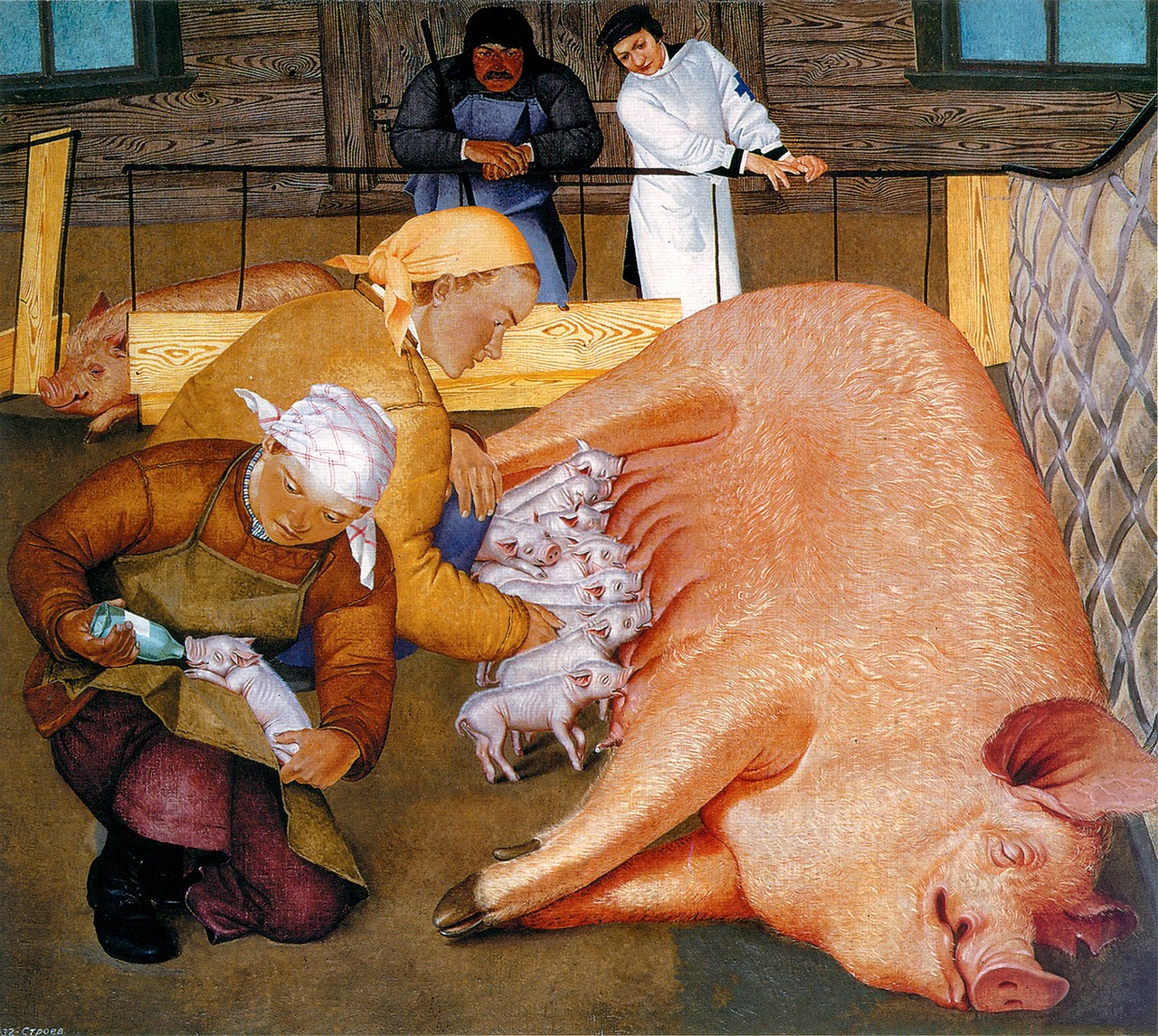
Строев П. Ф. «В свиноводческом совхозе», 1932

Необходимость создания государственных сельскохозяйственных предприятий была обоснована В. И. Лениным ещё в период подготовки социалистической революции. В Апрельских тезисах В. И. Ленина (1917) ставился вопрос об организации на базе крупных помещичьих имений государственных хозяйств, которые в условиях победы социалистической революции должны были служить образцом крупного общественного социалистического производства. Совхозы начали создаваться после опубликования Декрета о земле от 27 октября (9 ноября) 1917, на базе отдельных помещичьих имений. Первыми совхозами фактически явились государственные конные заводы; с 1918 на основании правительственных постановлений стали организовываться Совхозы различной специализации: свекловичные, племенного животноводства и др. 14 февраля 1919 ВЦИК принимает «Положение о социалистическом землеустройстве и мерах перехода к социалистическому земледелию», а 15 февраля 1919 Декрет СНК «Об организации Советских хозяйств учреждениями и объединениями промышленного пролетариата», где были определены основные задачи совхозного строительства. Земельная площадь совхозов в тыс. га по годам: 1918/1919 — 2090; 1919/1920 — 2857; 1920/1921 — 3324; 1921/1922 — 3385. К 1922 имелось 4316 совхозов с земельной площадью 3324 тыс. га. (из более 150 млн.гектар принадлежавших до октября 1917 крупным землевладельцам). Преимущественно это были узкоспециализированные сельскохозяйственные предприятия занимавшиеся техническими культурами (сахарная свёкла, лён, табак, хлопок и т. д.) — т. н. трестированные совхозы. Руководящей структурой был Госсельсиндикат, входивший в состав Наркомзема РСФСР.
Основными недостатками совхозов на то время были (согласно постановлению ЦК ВКП(б) об итогах совхозного и колхозного строительства от 30 декабря 1926): недостаточное руководство со стороны Наркомзема; ограниченность основных и оборотных капиталов; раздутость и дороговизна руководящих штатов (сельтресты, Госсельсиндикат); высокие накладные расходы в производстве и бесхозяйственность; отсутствие планового ведения хозяйства и нерациональное использование рабочей силы; наличие в значительном числе хозяйств отсталых форм и методов земледелия (издольщина, аренда, низкая техника производства, трёхполье, засоренность полей, малопродуктивный скот и т. д.)
Решение этих проблем до 1925 выражалось простым закрытием совхозов. Для борьбы с подобной практикой было издано специальное решение ЦК ВКП(б) от 9 февраля 1925 года, согласно которому «…Уже сокращённая за последние годы сеть совхозов должна быть сохранена (за исключением явно экономически нежизнеспособных…)»
| Показатели                 | 1922 | 1923 | 1924 | 1925 | 1926 | 1927 | 1928 |
| -------------------------- | ---- | ---- | ---- | ---- | ---- | ---- | ---- |
| Количество совхозов        | 4316 | 5227 | 5199 | 4494 | 3477 | 4250 | 5000 |
| Земельная площадь (тыс.га) | 3324 | 3385 | 2593 | 2510 | 2316 | 3347 | 3600 |

16 марта 1927 года было принято Постановление ЦИК и СНК СССР «О советских хозяйствах», где, в частности, указывалось: «Социалистическое строительство в сельском хозяйстве выдвигает, наряду с проведением мероприятий по перестройке крестьянского хозяйства, в качестве одной из важнейших задач, необходимость дальнейшего укрепления и развития советских хозяйств как последовательно социалистических предприятий в сельском хозяйстве. В соответствии с этим дальнейшее строительство советских хозяйств должно идти по линии действительного превращения их в крупные индустриализованные сельскохозяйственные предприятия, ведущие хозяйство на основе хозяйственного расчета и рентабельности. Только при этом условии советские хозяйства будут в состоянии оказывать необходимое воздействие на сельское хозяйство». На основании этого постановления совхозы освобождались от арендной платы за землю, им списывались уже полученные кредиты и предоставлялись новые на лучших условиях в дополнение к бюджетным ассигнованиям в размере шести миллионов рублей. В оплате труда трудящихся в совхозе повышение зарплаты тесно связывалось с ростом производительности труда и хозяйственным укреплением совхоза.
В 1927 при совхозе им. Шевченко в УССР была организована первая машинотракторная колонна для работы в близлежащих крестьянских хозяйствах, к весне 1928 это были 14 тракторных отрядов, имевших 68 тракторов, положившая начало созданию МТС.

### 1928—1957

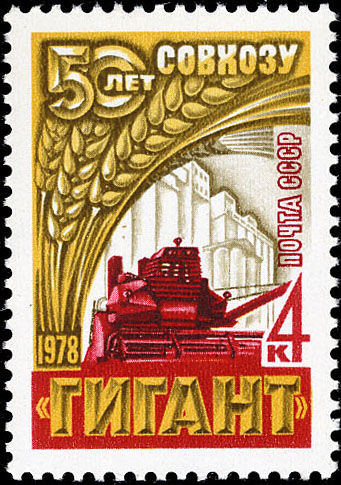
Почтовая марка СССР 1978 года, посвящённая 50-летию совхоза «Гигант»

Год первой пятилетки, «трудностей с хлебозаготовками» 1928 стал годом «коренного перелома» для совхозов. В мае 1928 Сталин в беседах со студентами Института красной профессуры, Комакадемии и Свердловского университета указал в качестве одного из выходов из «зерновой проблемы» массовое строительство совхозов: «выход состоит, во-вторых, в том, чтобы расширить и укрепить старые совхозы, организовать и развить новые крупные совхозы. Валовая продукция хлеба в нынешних совхозах в 1927 году, по данным ЦСУ, не менее 45 млн пуд с товарностью 65 %… Имеется решение Советской власти, в силу которого организуются в районах, свободных от крестьянских наделов, новые крупные совхозы (от 10 до 30 тысяч десятин каждый), которые должны дать лет через 5—6 100 миллионов пудов товарного хлеба».
С 1954 года набрала силу тенденция к преобразованию колхозов в совхозы. В первую очередь преобразовывались колхозы, задолжавшие государству большие суммы за технику, приобретенную ими в ходе реорганизации машинно-тракторных станций, а также просто экономически слабые хозяйства. Также было преобразовано большое количество пригородных колхозов, в том числе и экономически сильных, с целью увеличения производства овощей, картофеля, молочных продуктов и улучшения снабжения ими городского населения, удельный вес которого в стране неуклонно возрастал. Нередко сами колхозники активно выступали за такое преобразование, которое гарантировало бы им стабильную заработную плату, пенсию и другие социальные льготы, характерные для работников советского госсектора. Порядок преобразования регулировало Постановление Совета Министров СССР и ЦК КПСС от 3 мая 1957 г. № 495 «О порядке передачи колхозного имущества при преобразовании колхозов в совхозы». В период с 1954 по 1981 годы в совхозы было преобразовано 27 859 колхозов, что составляло 30,6 % от их общего числа на 1 января 1954 г.

### После 1991
В связи с переходом к рыночной экономике в ходе приватизации подавляющее большинство совхозов было преобразовано в открытые акционерные общества.

## Зерносовхозы
11 июля 1928 пленум ЦК ВКП(б) принял резолюцию «Об организации новых (зерновых) совхозов», в п. 7 которого указывалось: «утвердить задание на 1928 год с общей площадью вспашки, достаточной для получения в 1929 году 5—7 млн пудов товарного хлеба».
Результатом этой резолюции стало принятие Постановления ЦИК и СНК СССР от 1 августа 1928 года «Об организации крупных зерновых хозяйств», пункт 1 которого гласил: «Признать необходимым организовать новые крупные зерновые советские хозяйства (зерновые фабрики) на свободных земельных фондах с таким учетом, чтобы к урожаю 1933 обеспечить получение товарного зерна от этих хозяйств в количестве не менее 1 650 000 тонн (100 000 000) пудов». Согласно пункту 4 этого же Постановления, организованные согласно п. 1 новые советские хозяйства объединятся в трест общесоюзного значения «Зернотрест», который находится в непосредственном подчинении Совету Труда и Обороны.
К концу 1928 года было создано 10 (по другим данным 11) высокомеханизированных для того времени зерносовхозов. Из них 5 было создано на Нижней Волге, по 2 на Средней Волге и Казахстане, по 1 на Северном Кавказе и Урале, первым из которых стал совхоз «Гигант» в Сальских степях Северокавказского края (совр. Ростовская область). Общий тракторный парк совхозов с 3477 единиц в 1925 году увеличился до 6700 единиц на конец года.
| Показатели | 1929 | 1930 | 1931  | 1932  | 1933  |
| ---------- | ---- | ---- | ----- | ----- | ----- |
| Комбайны   | -    | -    | 1741  | 6339  | 11707 |
| Трактора   | 3198 | 9792 | 18775 | 22966 | -     |

Кроме слабой обеспеченности техникой, квалифицированными кадрами и ведением хозяйствования в областях «рискованного земледелия», в первые годы развития (1929—1932) зерносовхозы страдали от преобладавших в начальный период создания теорий, доказывающих «выгодность» строительства гигантских по размерам земельной площади совхозов (гигантомания — площадь некоторых совхозов была увеличена до 200—250 тыс. га), «необходимостью» создания совхозно-колхозных комбинатов с общим хозяйством под руководством колхозов. Гигантские размеры посевов и малая обеспеченность техникой, к тому же неэффективно использовавшейся в силу ряда причин, приводили к большим потерям при уборке и обмолоте хлеба (зерно осыпалось и сгнивало в стогах). Не меньший вред оказала теория, по которой механизация противопоставлялась агротехнике, приводившая в итоге к «упрощению» последней — введению мелкой пахоты, возможность обходиться без зяби и паров, переход на монокультуру пшеницы, комбинирование пахоты и посева озимых, «ненужность» очистки зерна и борьбы с сорняками и т. д. широко применялись на протяжении 1930—1932 годов. В итоге это привело к деградации почв, засоренности полей и снижению урожая.
| Показатели                       | 1929  | 1930   | 1931   | 1932   | 1933   | 1934   | 1935   | 1936   | 1937   |
| -------------------------------- | ----- | ------ | ------ | ------ | ------ | ------ | ------ | ------ | ------ |
| Количество зерносовхозов         | 55    | 143    | 182    | 228    | 234    | 357    | 391    | 388    | 342    |
| Земельная площадь (тыс. га)      | 5072  | 12312  | 15028  | 12847  | 11560  | 10806  | 10400  | 9364   | 8010   |
| Посевная площадь (тыс. га)       | 146,1 | 1189,6 | 4352,6 | 4538,5 | 3228,3 | 3286,1 | 3610,6 | 3845,8 | 3504,8 |
| Сдача хлеба государству (тыс. т) | 50,2  | 474,7  | 1055,5 | 1204,1 | 991,9  | 1225,3 | 1778,7 | 1817,9 | 2616,1 |